# Amynodes monocampta
Amynodes monocampta là một loài bướm đêm trong họ Noctuidae.